# 张闻天故居 (无锡)
31°34′16″N 120°17′36″E / 31.57109°N 120.29320°E
张闻天故居位于中国江苏省无锡市梁溪区学前街西段汤巷45号，为一幢两层带阁楼的仿西班牙式楼房，采用红色清水砖墙，院内植有龙柏、石榴、芭蕉等花木。

## 历史
该建筑原为私人宅第，建造于二十世纪三十年代，1975年8月25日张闻天自广东肇庆迁居于此，至次年7月1日病逝，期间曾在此写作完成《无产阶级专政下的政治和经济》一文。1990年9月故居作为纪念馆对外开放（今为无锡博物院下属的四个专题馆之一），现楼前立有张闻天半身汉白玉塑像，内部设有其生平事迹专题陈列及卧室兼书房复原陈列，馆名由薄一波题写。